# Doryrhamphus aurolineatus
Doryrhamphus aurolineatus är en fiskart som beskrevs av Randall och Earle 1994. Doryrhamphus aurolineatus ingår i släktet Doryrhamphus och familjen kantnålsfiskar. Inga underarter finns listade i Catalogue of Life.